# Super Street Fighter IV: Arcade Edition
Super Street Fighter IV: Arcade Edition är en uppdaterad variant av spelet Super Street Fighter IV, utgivet 2010 som arkadspel och 2011 till Microsoft Windows, Playstation 3 och Xbox 360. Spelet innehåller flera nya figurer, samt gör det möjligt att spela med tidigare dolda figurer som Evil Ryu och Oni. I december 2011 hade spelet sålt i över 400 000 exemplar.
I april 2012, det vill säga före utgivningen av Ultra Street Fighter IV, förklarade Seth Killian på Capcom att spelet var det sista i Street Fighter IV-serien.

### Fotnoter
1. ↑  ”2011 2nd Quarter Finalcial Results”. Capcom. 31 mars 2011. http://www.capcom.co.jp/ir/english/data/pdf/explanation/2011/2nd/explanation_2011_2nd_03.pdf. Läst 15 juni 2014.
2. ↑  ”Arcade Edition ends Street Fighter IV”. Eurogamer. http://www.eurogamer.net/articles/2011-04-12-arcade-edition-ends-street-fighter-iv.